# Eleganz
Eleganz (lateinisch ēlegantia) bezeichnet im Allgemeinen ‚Gewandtheit‘ und im Besonderen ‚modischer Geschmack‘. Der Duden gibt als Bedeutungen „Vornehmheit“ in „Bezug auf die äußere Erscheinung“, „elegantes Aussehen“; „Gewandtheit, Geschmeidigkeit in der Bewegung“ sowie „kultivierte, elegante Form und Beschaffenheit“ an. Das deutsche Adjektiv elegant für ‚geschmackvoll, gewählt, modisch‘ wurde im 18. Jahrhundert vom französischen élégant (wörtlich: ‚gewählt‘, im Sinne von ‚geschmackvoll ausgesucht‘) entlehnt.
Zunächst stand elegantia als der Rhetorik entlehnter lateinischer Ausdruck für ‚geschmackvolle feine Wahl, Feinheit insbesondere des Ausdrucks, Anstand‘. Als arbiter elegantiarum (oder arbiter elegantiae − „Schiedsrichter des feinen Geschmacks“) wurde unter Kaiser Nero dessen Freund und Vertrauter, Senator Titus Petronius, bezeichnet, der vor allem als Autor des satirischen Romans Satyricon bis heute geschätzt wird.
In der französischen wie in der deutschen Sprache charakterisierte das Adjektiv elegant ab dem 16. Jahrhundert die „Formvollendung sprachlicher und künstlerischer Darstellung, später auch die äußere modisch-geschmackvolle Erscheinung von Personen und Dingen“. Ebenso wie im Französischen änderte sich die Bedeutung seit dem 18. Jahrhundert zum heutigen Sinn. Mit dem Substantiv Elegant wurde um 1800 auch ein ‚nach letzter Mode gekleideter Mann‘ bezeichnet. Beau Brummell, der berühmte britische Dandy, prägte als arbiter elegantiarum der Londoner Oberschicht um 1800 nicht nur die Herrenmode, sondern wurde als Vertreter des modischen Understatements auch mit dem Zitat bekannt: „To be truly elegant one should not be noticed“ („Um wirklich elegant zu sein, sollte man nicht auffallen“).
Meyers Großes Konversations-Lexikon definierte 1905 Eleganz als Zierlichkeit, Anmut sowie „in sprachlicher Hinsicht“ als schon „bei den Römern die mit Klarheit verbundene Korrektheit der Rede, so daß der Ausdruck das Gedachte treu und wahr wiedergibt und zugleich grammatikalisch richtig, natürlich, angemessen und treffend ist.“ Im weiteren Sinne bezeichnet Eleganz „überhaupt dasjenige, was den Eindruck des Wohlgefälligen macht, besonders mit dem Nebenbegriff des Neuen und Modemäßigen; so namentlich in der Kleidung, in der häuslichen Einrichtung etc.“ Paul Valéry hat 1922 allgemeiner folgendermaßen formuliert: „Elegantia – Das bedeutet Freiheit und Ökonomie ins Sichtbare übertragen – Ungezwungenheit, Leichtigkeit in – schwierigen Angelegenheiten. Finden, ohne den Anschein zu erwecken, gesucht zu haben – Wissen, ohne offenzulegen, daß man gelernt hat.“
Im Sommer 2014 fand in Berlin eine Design-Konferenz zum Thema „Eleganz“ statt, kuratiert vom Philosophen Hannes Böhringer, dem Designer Axel Kufus und dem Fotografen Hans Hansen.
In den Naturwissenschaften und insbesondere in der Mathematik bedeutet Eleganz „soviel wie Einfachheit und Durchsichtigkeit eines Beweises, einer Lösung“.